# Deutsch-deutsches Freilandmuseum
Das Deutsch-deutsche Freilandmuseum mit Mahn- und Gedenkstätte sowie den drei Denkmalorten umfasst großflächig ehemalige Grenzanlagen der einstigen innerdeutschen Grenze.

## Lage
Das Deutsch-deutsche Freilandmuseum liegt unmittelbar an der Schnittstelle der Landkreise Schmalkalden-Meiningen, Hildburghausen, Rhön-Grabfeld. Es ist zu erreichen über die Autobahn A 71 Ausfahrt Rentwertshausen/Behrungen. Das Deutsch-deutsche Freilandmuseum liegt an der Erlebnisstraße der deutschen Einheit.

## Geschichte
Das Deutsch-deutsche Freilandmuseum wurde im Jahr 2003 gegründet.
Der Trägerverein ist das Deutsche Kuratorium zur Förderung von Wissenschaft, Bildung und Kultur e.V.
Ein ca. 3,5 Kilometer langer Denkmalschutz- und Naturlehrweg verbindet die Grenzdenkmale auf Thüringischem und Bayerischem Gebiet.
Das Anliegen der Initiatoren, der Familie Elke, Andreas und Manuel Erhard, ist es, die deutsche Teilung mittels original erhaltener Grenzanlagen zu vermitteln und länderübergreifend das Denkmal an der Grenze in den historischen Vordergrund zu stellen. Auch die Situation in den Grenzgemeinden wird dargestellt. So lagen Behrungen und Berkach über 40 Jahre innerhalb des 5-Kilometer-Grenzgebietes der DDR, die Ortschaft Rappershausen im Zonenrandgebiet der Bundesrepublik.
Schirmherr ist der frühere Kultusminister Michael Krapp. Partner sind der Bundesgrenzschutz Oerlenbach, die Landespolizei Mellrichstadt, die Gemeinden Behrungen, Berkach und Hendungen, die Stiftung „Deutsche Jugend“ Schweinfurt, die Landespolizei Meiningen sowie der Landkreis Schmalkalden-Meiningen.

## Teilbereiche

### Mahn- und Gedenkstätte „Mahnmal Deutsch-deutscher Geschichte“
Erhalten ist bei Behrungen/Thüringen die komplette Grenzstaffelung der DDR. Neben der früheren Führungsstelle 3 (Grenzturm) sind ca. 30 Meter originaler Grenzsignal- und Sperrzaun sowie das Grenzdurchlasstor Nr. 21 erhalten. Auch das einstige Grenzgebiet mit dem Schutzstreifen ist nachvollziehbar. Zu den Außenanlagen zählen weiterhin die engmaschige innerdeutsche Grenze mit Kfz-Sperrgraben, Zaunanlage und Grenzmarkierungen sowie Erdbeobachtungsbunker.
Das Areal der Mahn- und Gedenkstätte steht als Kulturdenkmalensemble sowie teilweise als archäologisches Bodendenkmal unter besonderem Schutz des Freistaates Thüringen. Durch das Thüringer Umweltministerium wurde die Plakette „Fledermausfreundlich“ zugesprochen.

### Mahn- und Gedenkstätte „Bayerische Landesgrenze“
Noch im Bereich der Mahn- und Gedenkstätte befinden sich Teile der bayerischen Landesgrenze.
So vermittelt ein Informationspunkt des Bundesgrenzschutzes die Situation im Westen. Informationstafeln sowie eine weiß-blaue Wegsperre markieren den Grenzverlauf. Grenzmarkierungen der Urvermessung, ein Grenzgraben sowie Markierungen zur innerdeutschen Grenze geben Einblicke in die Zeit des Kalten Krieges in Deutschland.
Teile des ehemaligen Grenzabschnittes 44 stehen unter Naturschutz.

### Denkmalort Behrungen
Behrungen in Thüringen gehörte ab 1946 zur sowjetischen Besatzungszone und mit der Gründung beider deutscher Staaten im Jahre 1949 zur DDR.
Mit Schließung der DDR-Grenzen im Jahr 1952 galt dieser Zustand als unüberwindbar. Grenzgebiet, Schutzstreifen und Hoheitsgebiet wurden eingeführt, Militär und Grenztruppen prägten das Tagesbild.
Aus der Zeit der Teilung sind im Ort noch die ehemalige Grenzkaserne 2 aus den frühen 1960er Jahren sowie eine Grenzunterkunft der Deutschen Grenzpolizei erhalten geblieben.
Die Grenzanlagen Behrungen sind unter Denkmalschutz gestellt.

### Denkmalort Berkach
Mit der Einführung von Grenzgebiet, Schutzstreifen und innerdeutscher Grenze wurden am 5. Juni 1952 auf Beschluss der DDR-Regierung aus dem grenznahen Berkach 18 Familien mit 42 Erwachsenen und 29 Kindern zwangsausgesiedelt.
Aus der Zeit der Teilung stammt der Berkacher Beobachtungsturm (Koordinaten), den die Gemeinde erhalten hat. Dieser steht unter Denkmalschutz und wird heute im Rahmen des Freilandmuseums genutzt.

### Denkmalort Rappershausen
Mit Ende des Zweiten Weltkriegs begannen die Veränderungen an der Landesgrenze von Thüringen und Bayern. So zogen Anfang der 1950er Jahre Grenzbeamte im bayerischen Rappershausen ein. Seither zählten der Bundesgrenzschutz, die bayerische Grenzpolizei und der Zollgrenzdienst zum Tagesgeschehen.
In den 1970er Jahren wurde Rappershausen mit einem Grenzaussichtsturm und einer Grenzinformationsstelle ausgestattet.
Der Ort lag im Zonenrandgebiet. Gäste wurden an die Grenze geführt und erhielten Auskunft durch Grenzbeamte oder Zollgrenzdienst.
Ein Denkmalschutz- und Naturlehrweg führt heute durch den Grenzabschnitt und verbindet das länderübergreifende Denkmalensemble.